# Furacão Gamma
O furacão Gamma foi uma tempestade tropical que atingiu a força de um furacão fraco no início de outubro de 2020, e trouxe fortes chuvas, inundações e deslizamentos de terra para a Península de Iucatã. Foi a vigésima-quinta depressão, a vigésima-quarta tempestade nomeada da extremamente ativa e o décimo furacão da temporada de furacões no Atlântico de 2020. Gamma se desenvolveu a partir de uma onda tropical vigorosa que foi monitorada ao entrar no Caribe Oriental em 29 de setembro. A onda moveu-se para o oeste e desacelerou enquanto se movia para o Caribe Ocidental, onde começou a interagir com uma frente fria em dissipação. Uma baixa se formou dentro do distúrbio em 1 de outubro e no dia seguinte, organizou-se em uma depressão tropical. Ele ainda se organizou em Tempestade tropical Gamma no início do dia seguinte. Ele continuou a se intensificar e em 3 de outubro atingiu a costa logo abaixo da força do furacão perto de Tulum, no México. Enfraqueceu por terra antes de ressurgir no Golfo do México . O Gamma então reforçou brevemente um pouco antes de ser atingida por grandes quantidades de cisalhamento do vento, fazendo com que enfraquecesse novamente. Ele degenerou em uma baixa remanescente em 6 de outubro, antes de se dissipar no dia seguinte.
Após a formação de Gamma foram emitidos numerosos alertas e avisos de ciclones tropicais para partes do México na Península de Iucatã e milhares de pessoas foram evacuadas. Gamma produziu na região ventos fortes, chuvas fortes, enchentes, deslizamentos de terra e de lama. Pelo menos sete mortes foram confirmadas até agora. As áreas afetadas pelo Gamma foram afetadas pelo forte furacão Delta quatro dias depois que o primeiro atingiu a costa.

## História meteorológica
Em 29 de setembro, o Centro Nacional de Furacões começou a monitorar uma onda tropical sobre as Pequenas Antilhas para potencial desenvolvimento à medida que se movia para o Caribe Ocidental. Ele moveu-se lentamente para o oeste e permaneceu muito amplo e desorganizado por alguns dias. Ao se aproximar da costa de Honduras em 1 outubro, a onda gerou uma ampla área de baixa pressão e começou a se organizar rapidamente nas águas excepcionalmente quentes do Caribe Ocidental. Às 15:00 UTC em 2 de outubro, a baixa ganhou organização suficiente para ser designada como Depressão Tropical Vinte e Cinco ao norte de Honduras. O sistema continuou a se organizar melhor após a formação e às 00:00 UTC em 3 de outubro, o NHC atualizou o sistema para o status de tempestade tropical e o nomeou Gamma. Gamma começou a se intensificar rapidamente após a formação, atingindo logo abaixo da força do furacão, pois um olho começou a se formar às 15:00 UTC em outubro 3. Às 16:45 UTC do mesmo dia, Gamma atingiu a costa perto de Tulum, Quintana Roo, México, no pico de intensidade com ventos de 110 km/h (68 mph) e uma pressão central mínima de 980 mb (29 inHg), que é excepcionalmente baixo para uma tempestade tropical. No entanto, o NHC observou que o Gamma estava muito próximo da força de um furacão no momento do landfall.
Depois de atingir a costa, o Gamma enfraqueceu antes de emergir no Golfo do México com ventos de 80 km/h (50 mph) e pressão minínima de 995 MB em 4 de outubro. O movimento diminuiu conforme uma crista se desenvolvia ao norte dele e Gamma foi brevemente novamente reforçado por volta do meio-dia com ventos de 97 km/h (60 mph), embora a sua pressão tivesse começado a aumentar desde essa altura. Estas condições não duraram muito, pois o Gamma estagnou e foi prontamente desfeito por um rápido aumento no cisalhamento do vento que devassou completamente a convecção que estava sobre o seu centro naquela noite, fazendo com que se movesse mais para o leste do que originalmente previsto. Gamma começou a enfraquecer logo em seguida, ao virar para sudoeste. Às 21:00 UTC em 5 de outubro, Gamma estava completamente desprovido de qualquer convecção e foi rebaixado para status de depressão tropical às 21:00 UTC. A tempestade tornou-se pós-tropical seis horas depois. No início de 7 de outubro, os restos do Gamma foram absorvidos pela circulação do Furacão Delta, quando o Delta passou pela Península de Iucatã e entrou no Golfo do México.

## Preparações e impactos

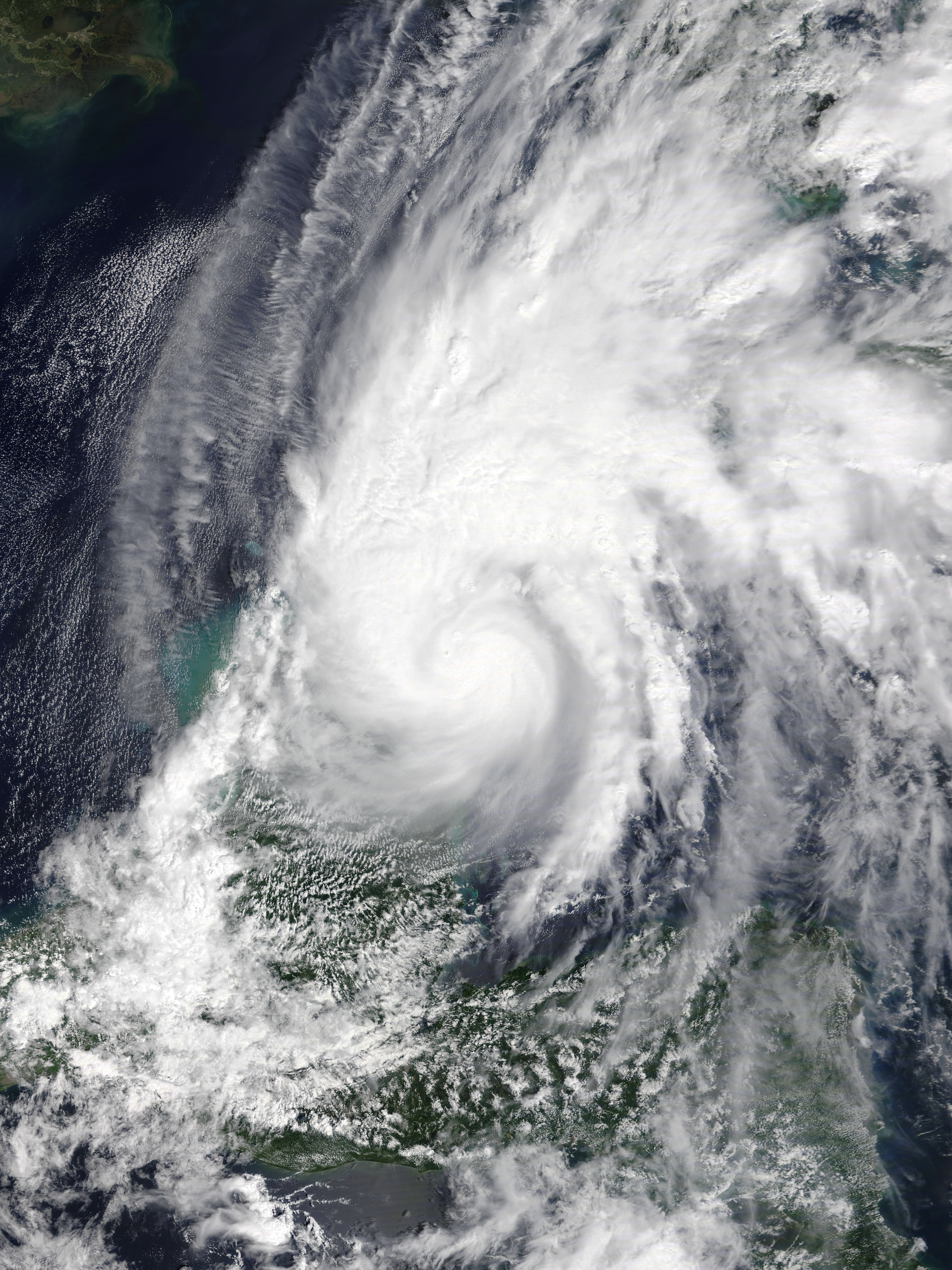
Tempestade tropical Gamma logo após o desembarque

### México
Inicialmente em 2 de outubro os Avisos e alertas de tempestades tropicais foram emitidos para a parte nordeste da Península de Iucatã. Quando o Gamma se intensificou mais do que o previsto originalmente, avisos de furacão foram depois emitidos para uma pequena parte da costa mexicana em preparação tomando em conta que o Gamma se tornasse um furacão na chegada ao continente.
Uma estação meteorológica no Parque Xel-Ha, ao norte do ponto de aterrissagem em Tulum, Quintana Roo, relatou um vento constante de 89 km/h (55 mph) e uma rajada de 109 km/h (68 mph) próximo ao momento do desembarque. Pelo menos 6 pessoas morreram e milhares foram evacuadas no sudeste do México depois que a tempestade tropical Gamma atingiu a península de Iucatã. Quatro das mortes, incluindo duas crianças, ocorreram em Chiapas depois que um deslizamento de terra enterrou uma casa. Duas outras mortes ocorreram em Tabasco depois que uma pessoa foi arrastada pela enchente e outra se afogou. Outra causa de morte não foi especificada, elevando o número total de mortes para sete. Além disso, um total de 5 000 pessoas em Tabasco foram deslocadas devido à tempestade.

### Em outro lugar
A humidade associada ao Gamma espalhou-se pelo estado da Flórida, nos EUA, onde 180 mm (7.1 in) de chuva havia caído nos dias anteriores ao Gamma. Chuvas fortes também afetaram o oeste de Cuba, onde pontos isolados receberam 150 mm (5.9 in) de precipitação total.